# Phronia scalara
Phronia scalara är en tvåvingeart som beskrevs av Ostroverkhova 1979. Phronia scalara ingår i släktet Phronia och familjen svampmyggor. Inga underarter finns listade i Catalogue of Life.